# Arena da Floresta
De Arena da Floresta is een multifunctioneel sportstadion in Rio Branco, de hoofdstad van de staat Acre. Het wordt het meest gebruikt voor voetbalwedstrijden.

## Geschiedenis
Toen het stadion opende in 2006 was het een van de vijf modernste stadions in Brazilië. Er worden veel wedstrijden gespeeld voor het Campeonato Acreano, het staatskampioenschap. Het stadion werd gebouwd door hetzelfde bedrijf dat ook de Arena da Baixada en Arena Joinville bouwde. Toen bekend werd dat Brazilië het 2014 zou organiseren, waren er plannen om de capaciteit uit te breiden naar 42.000 maar deze gingen niet door omdat Rio Branco niet tot speelstad verkozen werd.